# Giovanni Emiliani
Giovanni Emiliani (Conselice, 18 luglio 1922 – Conselice, 25 maggio 2006) è stato un calciatore e allenatore di calcio italiano, di ruolo centrocampista.
Giocava da mediano.

## Carriera

### Giocatore
Cresce nella squadra del suo paese natale e nel Bagnacavallo per passare in Serie C all'Imolese per poi passare, nel 1942, al Livorno ed esordire in Serie A il 22 novembre di quell'anno a Milano in una vittoria esterna dei livornesi contro l'Ambrosiana per 1 a 0. Quella resta l'unica presenza in 1942-1943 di Emiliani in quella stagione con gli amaranto, che si piazzano al secondo finale alle spalle del Grande Torino.
Dopo la forzata sosta per cause belliche, riprende a giocare ad Imola con la squadra divenuta Zardi Imola in Serie C. Notato da Paolo Mazza, viene portato nel 1946 a Ferrara nella SPAL dove diventerà la bandiera della squadra biancoazzurra per otto campionati, contribuendo, con la fascia di capitano, al ritorno della SPAL in Serie A.
Nel 1954 viene ceduto al Siena in Serie D.
Chiude la carriera con il Sarom Ravenna.
In carriera ha collezionato complessivamente 25 presenze in Serie A e 130 presenze e 14 reti in Serie B.

### Allenatore
Intraprese poi la carriera di allenatore di squadre di Serie D e dilettantistiche per tornare alla corte di Paolo Mazza verso la fine degli anni sessanta come allenatore delle giovanili della SPAL. Ha poi continuato ad allenare i portieri di varie squadre di calcio, come il Conselice e il Medicina. Smetterà poi di allenare i portieri all'età di 81 anni.

## Palmarès

### Club

#### Competizioni nazionali
- Serie B: 1

SPAL: 1950-1951